# Estación de Bayona
La estación de Bayona (en francés: gare de Bayonne) es la principal estación ferroviaria de la ciudad francesa de Bayona. Por ella circulan tanto trenes de alta velocidad, como de grandes líneas, media distancia y regionales. 
En 2007, fue utilizada por cerca de 1 millón de pasajeros.

## Situación ferroviaria
La estación se encuentra en el punto kilométrico 197,555 de la línea férrea Burdeos-Irún. Además pertenece al trazado de las siguientes líneas férreas:
- Línea férrea Bayona-Toulouse. Eje transversal de gran peso debido a su precoz electrificación y a su paso por Lourdes.
- Línea férrea Bayona-San Juan Pie de Puerto. Corto eje regional de apenas 50 km que une Bayona con la localidad de San Juan Pie de Puerto.
- Línea férrea Bayona - Allées-Marines. Línea menor utilizada únicamente para el tráfico de mercancías.

## Descripción
La estación de Bayona es un clásico y elegante edificio de piedra, en el que destaca la torre del reloj que se encuentra en una de sus esquinas. Tres grandes arcos permiten acceder al edificio de viajeros. Por encima de cada uno de ellos se mencionan los tres principales destinos de la estación: Burdeos, Hendaya y Toulouse.
Se compone de tres andenes, dos laterales y uno central al que acceden cuatro vías parcialmente cubiertas por una marquesina metálica. 

## Servicios ferroviarios

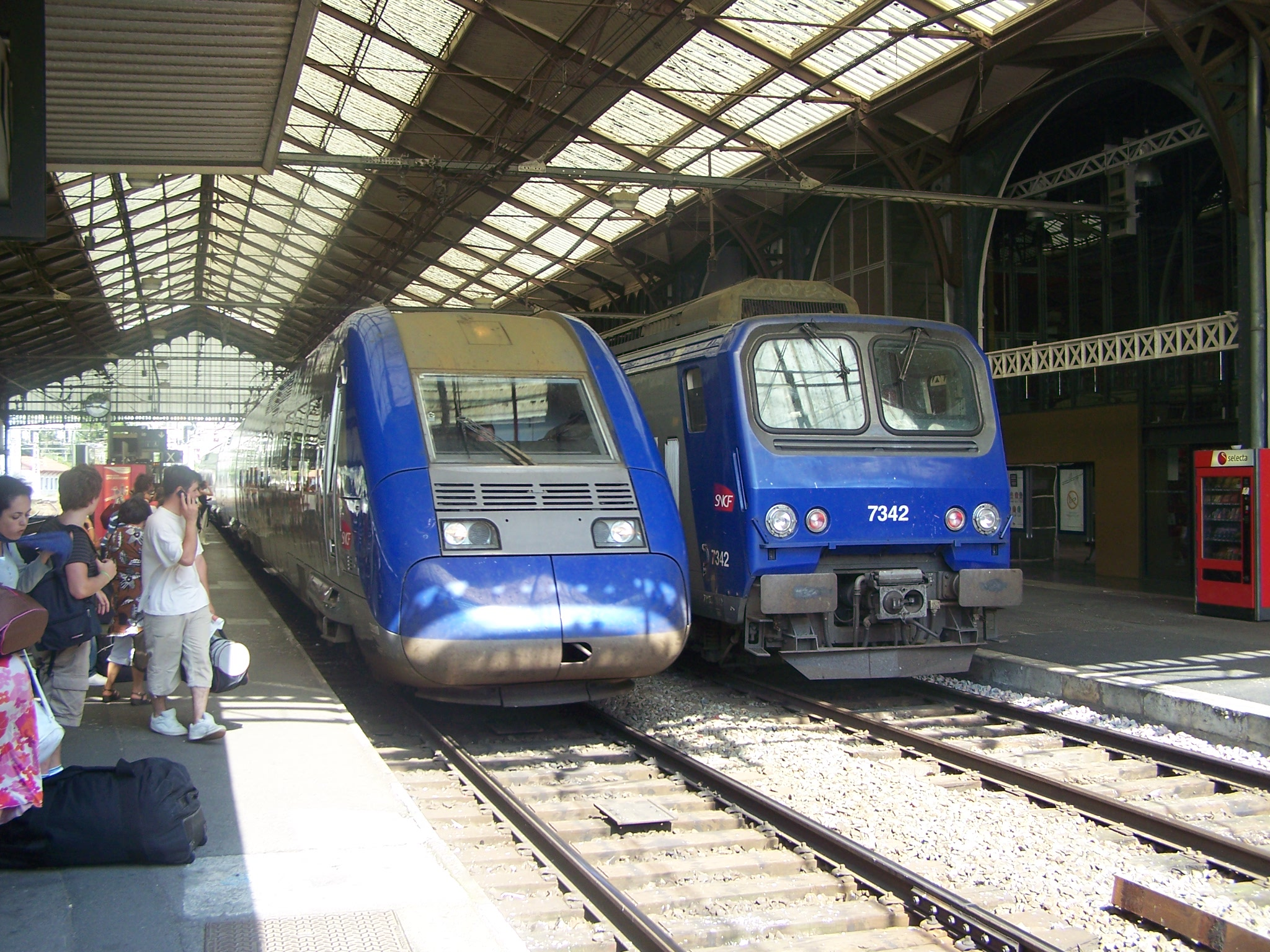
Vista de los andenes, con dos trenes TER detenidos.

### Alta Velocidad
Los trenes TGV que transitan por la estación permiten enlazar los siguientes destinos:
- Línea Hendaya / Irún  ↔ París / Lille.

### Grandes Líneas
A través de sus Lúnéas, la SNCF recorre desde Bayona:
- Línea Irún ↔ París.
- Línea Hendaya / Irún  ↔ Ginebra. Fines de semana y periodos vacacionales.

### Media Distancia
Los trenes Intercités enlazan las siguientes ciudades:
- Línea Hendaya / Bayona ↔ Toulouse.
- Línea Hendaya / Irún ↔ Burdeos.

### Regionales
Los siguientes trenes regionales circulan por la estación:
- Línea Bayona ↔ Pau / Tarbes.
- Línea Hendaya ↔ San Juan Pie de Puerto.